# Euspira tenuis
Euspira tenuis är en snäckart som först beskrevs av Recluz 1850.  Euspira tenuis ingår i släktet Euspira och familjen borrsnäckor. Inga underarter finns listade i Catalogue of Life.